# Ruan Dreyer
Pour les articles homonymes, voir Dreyer.

a Compétitions nationales et continentales officielles uniquement.

b Matchs officiels uniquement.
Dernière mise à jour le 6 août 2024.
Ruan Dreyer, né le 16 septembre 1990 à Potchefstroom (Afrique du Sud), est un joueur international sud-africain de rugby à XV évoluant au poste de pilier.

## Carrière

### En club
Ruan Dreyer commence sa carrière professionnelle en 2010 avec la province des Golden Lions, avec qui il évolue en Vodacom Cup la première année, avant de jouer également en Currie Cup à partir de 2012,. 
En 2012, il fait ses débuts en Super Rugby avec la franchise des Lions. Il ne joue qu'assez peu jusqu'à la saison 2017, où il devient le titulaire au poste de pilier droit.
En mai 2018, il est annoncé qu'il rejoint le club anglais de Gloucester Rugby en Premiership, où il retrouve son ancien entraîneur Johan Ackermann ainsi que ses anciens coéquipiers chez les Lions Jaco Kriel, Franco Mostert et Ruan Ackermann. 
Peu utilisé à Gloucester en raison de nombreuses blessures, il quitte le club en juin 2020 et retourne jouer pour les Lions en Afrique du Sud,.
Après quatre saisons aux Lions, il s'engage en août 2024 avec les Sharks, où il doit compenser la retraite sur blessure de Coenie Oosthuizen,.

### En équipe nationale
Ruan Dreyer a joué avec l'équipe d'Afrique du Sud des moins de 20 ans dans le cadre du championnat du monde junior 2010, où il dispute cinq matchs, tous comme remplaçant,.
Il a été sélectionné pour la première fois avec les Springboks en juin 2017,. Il obtient sa première cape internationale avec l'équipe d'Afrique du Sud le 24 juin 2017 à l’occasion d’un match contre l'équipe de France à Johannesbourg.

## Palmarès

### En club
- Finaliste du Super Rugby en 2016, 2017 et 2018 avec les Lions.
- Vainqueur de la Currie Cup en 2015 avec les Golden Lions.

## Statistiques
Au 22 janvier 2023, Ruan Dreyer compte 4 capes en équipe d'Afrique du Sud, dont quatre en tant que titulaire, depuis le 24 juin 2017 contre l'équipe de France à Johannesbourg. Il a inscrit un essai (5 points).
Il participe à une édition du Rugby Championship en 2017. Il dispute trois rencontres dans cette compétition.